# Moșnița Nouă

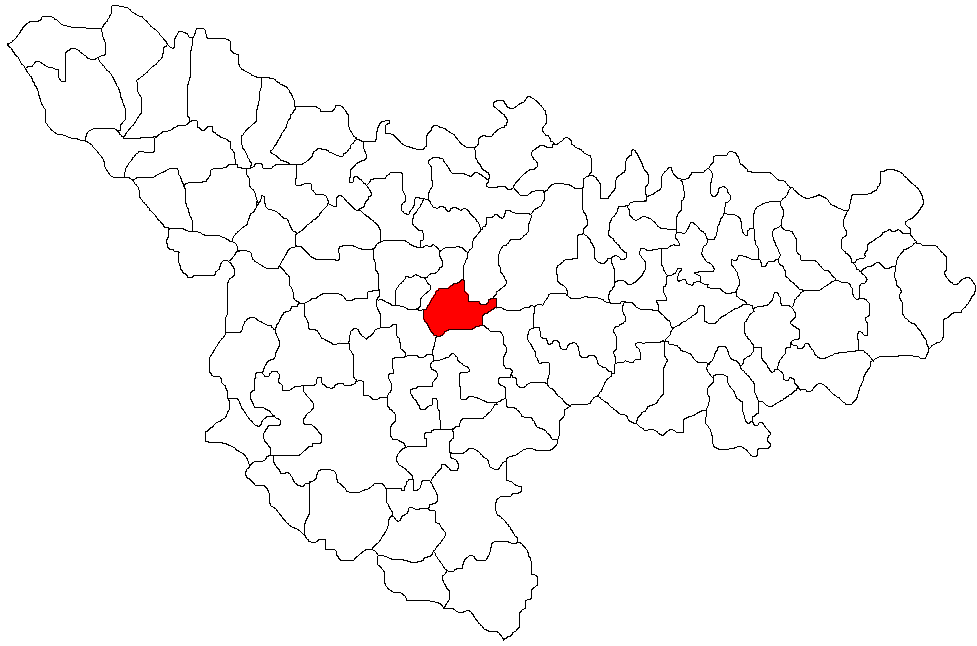
Lage der Gemeinde Moșnița Nouă im Kreis Timiș

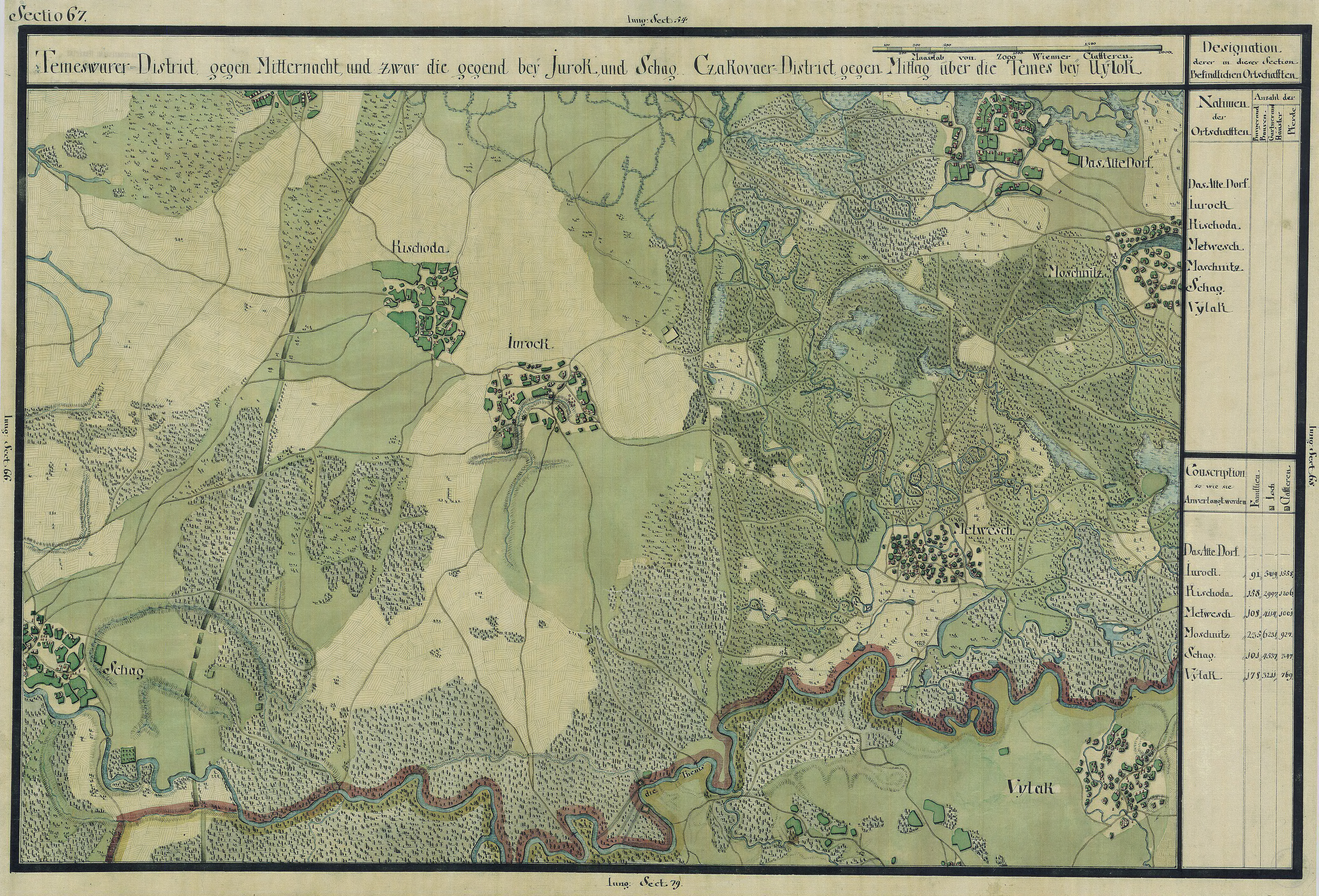
Moschnitz auf der Josephinischen Landaufnahme (1769–1772)

Moșnița Nouă ['moʃnitsa 'nouə] (deutsch Neumoschnitza, ungarisch Újmosnica, Mosnicapuszta) ist eine Gemeinde im Kreis Timiș, in der Region Banat, im Südwesten Rumäniens. Zur Gemeinde Moșnița Nouă gehören die Dörfer Albina, Moșnița Veche, Rudicica und Urseni.

## Geografische Lage
Moșnița Nouă liegt an der Kreisstraße DJ 592 Timișoara–Buziaș, etwa acht Kilometer vom Zentrum Timișoaras entfernt. Infolge der Neubaugebiete, die in den letzten zwei Jahrzehnten um Timișoara herum entstanden sind, hat sich der Trennstreifen zwischen der Gemeinde und der Kreishauptstadt stark verringert.
Die anderen Dörfer der Gemeinde Moșnița Nouă sind unweit vom Gemeindezentrum entfernt: Moșnița Veche befindet sich 1,8 Kilometer nördlich, Urseni 3 Kilometer südlich, Albina 3 Kilometer östlich und Rudicica im Südwesten von Moșnița Nouă. Der Ausbau der Dörfer hat zur Verringerung der Entfernung zwischen den Ortschaften geführt. Die Distanz zwischen den am nächstgelegenen Gebäude von Moșnița Nouă und Moșnița Veche beträgt weniger als 250 Meter.

## Nachbarorte
| Plopi        | Ghiroda Nouă                                | Moșnița Veche |
| Ciarda Roșie | Kompassrose, die auf Nachbargemeinden zeigt | Albina        |
| Giroc        | Urseni                                      | Uliuc         |

## Geschichte
Die Ortschaft Újmosnica wurde 1902 mit Ungarn aus den Komitaten Békés und Szentes gegründet. Zu diesem Zweck wurden die hier vorhandenen Wälder gerodet. Mit der Zeit wuchs die wirtschaftliche Bedeutung der Ortschaft, so dass Újmosnica zum Gemeindezentrum der umliegenden Dörfer erhoben wurde.
Nach dem Vertrag von Trianon, als ein Großteil des Banats Rumänien zugesprochen wurde, erhielt der Ort die amtliche Bezeichnung Moșnița Nouă. Im Sprachgebrauch der deutschen Bevölkerung wurde die Ortschaft Neumoschnitza genannt.

## Demografie
Die Bevölkerung der Gemeinde entwickelte sich wie folgt:
| 1880 | 1901   | 1369   | 324  | 192 | 16              |
| 1930 | 4333   | 1987   | 2007 | 251 | 88              |
| 1977 | 4784   | 3535   | 1156 | 43  | 50              |
| 1992 | 3941   | 3201   | 661  | 20  | 59              |
| 2002 | 4298   | 3530   | 598  | 20  | 150             |
| 2011 | 6203   | 5097   | 545  | 17  | 544             |
| 2021 | 16.424 | 12.300 | 590  | 51  | 3483 (137 Roma) |